# كليف بولتون
كليف بولتون (بالإنجليزية: Cliff Bolton)‏ هو لاعب كرة قاعدة أمريكي، ولد في 10 أبريل 1907 في هاي بوينت في الولايات المتحدة، وتوفي في 21 أبريل 1979 في ليكسينغتون في الولايات المتحدة.

## وصلات خارجية
- كليف بولتون على موقعبيزبول رفرنس.كوم (الدوري الرئيسي) (الإنجليزية)
- كليف بولتون على موقعبيزبول رفرنس.كوم (الدوري الثانوي) (الإنجليزية)